# 乃木坂在哪裡？
《乃木坂在哪裡？》（日语：乃木坂って、どこ?），常簡稱為乃木哪裡（乃木どこ），是一個由愛知電視台製作，於東京電視網播映的綜藝節目。自2011年10月2日起開始播映的該節目是2011年8月成立的日本女子組合乃木坂46首個專屬冠名的電視節目，並由搞笑雙人組香蕉人擔任節目主持人，每週播出一集。在2015年4月13日的第180集播出後节目播放结束，而在次周同时段开播的新节目则是演出班底与本节目相同的《乃木坂工事中》。

## 概要
《乃木坂在哪裡？》的節目主旨是由乃木坂46的成員們作為主角，挑戰各種不同的綜藝企畫，因此各集節目內容主題變化繁多，並沒有固定的節目主題或流程。除了在攝影棚內拍攝的單元外，也有許多外景攝影的集次，除此之外也常會在攝影棚內進行新曲的現場演出收錄。
在節目於2011年開播初期，除了擔任主持人的香蕉人與乃木坂46的成員外，每集節目中都會邀請不同的搞笑藝人來擔任特別來賓，但此作法在2012年底時不再持續，之後除了極少數的特殊單元會邀請特別來賓參與、或安排電視台主播前來擔任節目司儀外，節目通常只由香蕉人與乃木坂46的成員們參演。
由於是乃木坂46最早開播也是最重要的冠名電視節目，除了五花八門的綜藝主題企畫與關於該團體的新訊息發佈外，每隔一段期間《乃木坂在哪裡？》就會進行幾個慣例性的內容單元。其中，在每張新單曲發行前，都會有一集以唱名的方式在節目中披露該單曲的選拔成員名單與每個人站位的慣例節目，並在節目中讓獲選的成員每人發表一段簡單的感言。另外，在新單曲的選拔名單確定、但單曲尚未正式發行前，節目也會挑選部分單曲選拔成員進行稱為「單曲大賣祈願活動」（シングルヒット祈願キャンペーン）的外景，由挑選出的成員分組挑戰各種不同的難題，並在攝影棚內發表挑戰的過程影片。
由於乃木坂46的全體成員人數眾多，通常在此節目錄影時並不會動員全體成員，而是由當時最新單曲的選拔成員作為演出主力，再偶爾配合節目企畫的需要，調整參與錄影的成員名單。

## 演出者
至2015年4月13日最終回為止

### 主演
- 乃木坂46
  - 1期生：秋元真夏、生田繪梨花、生駒里奈（兼任AKB48 Team B）、伊藤萬理華、井上小百合、衛藤美彩、川後陽菜、川村真洋、齋藤飛鳥、齋藤千春、齊藤優里、櫻井玲香、白石麻衣、高山一實、永島聖羅、中田花奈、中元日芽香、西野七瀨、能條愛未、橋本奈奈未、樋口日奈、深川麻衣、星野南、松村沙友理、若月佑美、和田真彩
  - 2期生：伊藤卡琳、伊藤純奈、北野日奈子、相樂伊織、佐佐木琴子、新内眞衣、鈴木絢音、寺田蘭世、堀未央奈、山崎憐奈、渡邊米麗愛[6]
  - 交換留學生：松井玲奈（兼任SKE48 Team E）[7]

- 主持人：香蕉人（設樂統、日村勇紀）- 有著「官方哥哥」的愛稱[8]

### 不定時出演
- 旁白：由佐藤賢治（日语：佐藤賢治 (ナレーター)）與大江戶吉史（日语：江戸よし々）兩人隔週交替擔任
- 選拔發表司儀：
  - 白石小百合（日语：白石小百合）（東京電視台主播）-3rd、4th、6th
  - 菊池優（日语：菊池優）（愛知電視台主播）-7th~9th[9]
  - 福田由香（日语：福田由香）（愛知電視台主播）-10th
  - 高橋大輔（日语：高橋大輔）（不定期擔任）-11th[10]

## 集數列表
| 2011年 | 2011年   | 2011年                                                 | 2011年               |
| 集     | 播映日期 | 内容                                                   | 嘉賓                 |
| ------ | -------- | ------------------------------------------------------ | -------------------- |
| 1      | 10月2日  | 乃木坂46終於出道 15名選拔成員的自我介紹 （乃木坂46ついにデビュー 選抜メンバー15名の自己紹介）           | UNGIRLS（）          |
| 2      | 10月9日  | 確定乃木坂46七福神！構思一下7個人的自我介紹詞吧！ （乃木坂46七福神決定!!7人のキャッチフレーズを考えよう!） | UNGIRLS（）          |
| 3      | 10月16日 | 由偶像專家有野徹底分析選拔以外的18名成員！ （選抜以外の18名をアイドルマスター有野が徹底分析!）        | 有野晉哉（好孩子）   |
| 4      | 10月23日 | 新成員登場！全體成員突擊體能測試 （新たなメンバー登場!全メンバー抜き打ち体力測定!）                  | 細川茂樹             |
| 5      | 10月30日 | 挑戰偶像適應性測驗！ （アイドル適性テストに挑戦!）                              | 我家（）             |
| 6      | 11月6日  | 潛入乃木坂46成員監定會！ （）                          | 好孩子（代理主持）   |
| 7      | 11月13日 | 第一次美食評論！ （初めてのグルメリポート!）                                  | 有吉弘行             |
| 8      | 11月20日 | 第一次女演員體驗！ （初めての女優体験!）                                | 勝俁州和             |
| 9      | 11月27日 | 私服潮流檢查 初次展示舞蹈！ （私服おしゃれチェック ダンス初披露!）                       | 小木博明（小木矢作） |
| 10     | 12月4日  | 上京成員的首都外景 是誰最像鄉下人？ （上京メンバー都内ロケ 一番田舎者は誰?）               | TKO                  |
| 11     | 12月11日 | 第一次給反應！ （初めてのリアクション!）                                    | 鴕鳥俱樂部           |
| 12     | 12月18日 | 烹飪本事檢查！乃木坂重大宣布 （料理の腕前チェック!乃木坂に重大発表）                      | UNJASH               |
| 13     | 12月25日 | 聖誕遊戲大會 爆發爆料會戰 （クリスマスゲーム大会 暴露合戦が勃発!）                         | 狩野英孝             |

| 2012年 | 2012年   | 2012年                                           | 2012年             | 2012年         | 2012年                             |
| 集     | 播映日期 | 内容                                             | 嘉賓               | 片頭曲         | 片尾曲                             |
| ------ | -------- | ------------------------------------------------ | ------------------ | -------------- | ---------------------------------- |
| 14     | 1月8日   | 宣布出道單曲的16名選拔成員！ （デビューシングル選抜メンバー16名発表!）                | -                  | -              | （無）                             |
| 15     | 1月15日  | 新選拔成員個人訪談！ （新選抜メンバーを個人面談!）                        | 笨蛋節奏（バカリズム）       | -              | （無）                             |
| 16     | 1月22日  | 知名藝人的接待方法檢查 （有名芸能人との接し方チェック）                      | 富田弘司 原口晶匡  | -              | （無）                             |
| 17     | 1月29日  | 初次在電視出現！成員展現真正特技！ （テレビ初出し!メンバーガチ特技披露!!）          | 伊吉里岡田         | -              | （無）                             |
| 18     | 2月5日   | 乃木坂最○○的成員是誰 （乃木坂イチ○○なメンバーは誰だ）                        | 島田秀平           | -              | 《乃木坂之詩》 （）                |
| 19     | 2月12日  | 意外事件不斷發生！太過苛刻的宣傳之旅 （ハプニング続出!過酷過ぎるPRツアー）        | －                 | -              | 《乃木坂之詩》 （）                |
| 20     | 2月19日  | 全國8個城市的高速宣傳之旅！充滿淚水的後半場 （全国8都市弾丸PRツアー!涙の後半戦） | －                 | -              | 《乃木坂之詩》 （）                |
| 21     | 2月26日  | 深層心理赤裸裸的心理測驗 （深層心理丸裸の心理テスト!）                    | 土田晃之 富田隆    | -              | 《乃木坂之詩》 （）                |
| 22     | 3月4日   | 乃木坂46首次挑戰搞笑王道大喜利！ （乃木坂46がお笑いの王道である大喜利に初挑戦!!）            | 濱口優（好孩子）   | -              | 《乃木坂之詩》 （）                |
| 23     | 3月11日  | 回顧乃木坂46組成至今的乃木坂歷史。 （乃木坂46結成から現在までを振り返る乃木坂ヒストリー。）          | -                  | 左胸的勇氣     | 《乃木坂之詩》 （）                |
| 24     | 3月18日  | 第2張單曲的選拔成員公布 （セカンドシングルの選抜メンバーを発表）                     | -                  | 左胸的勇氣     | 《乃木坂之詩》 （）                |
| 25     | 3月25日  | 成員告密企劃 （メンバーによるタレこみ企画）                                | 大久保佳代子       | 左胸的勇氣     | 《乃木坂之詩》 （）                |
| 26     | 4月1日   | 第一次挑戰真正的短劇！ （初めての本格コントに挑戦!）                      | DRUNK DRAGON（）   | 左胸的勇氣     | 《乃木坂之詩》 （）                |
| 27     | 4月8日   | 乃木坂46嘗試成為女性播音員 （乃木坂46が女子アナに挑戦）                  | 大橋未步           | 左胸的勇氣     | 《乃木坂之詩》 （）                |
| 28     | 4月15日  | 乃木坂46初次挑戰整人 （乃木坂46がはじめてのドッキリに挑戦!）                        | 兒嶋一哉（UNJASH） | 左胸的勇氣     | 《將偶然當作藉口》 （）            |
| 29     | 4月22日  | 模特兒能力檢查 （モデル力をチェック!）                              | LIZA               | 左胸的勇氣     | 《將偶然當作藉口》 （）            |
| 30     | 4月29日  | 在指原的家鄉高唱第2張單曲 （セカンドシングルＰＲ指原の地元で熱唱）                   | －                 | 左胸的勇氣     | 《將偶然當作藉口》 （）            |
| 31     | 5月6日   | 帶着一些用得着的段子吧！ （使えるエピソードトークを身に付けよう!）                    | 渡部建（UNJASH）   | 左胸的勇氣     | 《將偶然當作藉口》 （）            |
| 32     | 5月13日  | 乃木坂46的談話段子檢查 （乃木坂46エピソードトークチェック!）                      | 渡部建（UNJASH）   | 左胸的勇氣     | 《將偶然當作藉口》 （）            |
| 33     | 5月20日  | 成員們能夠讓日村回復好心情嗎？ （メンバーは日村の機嫌を直すことが出来るのか?）              | －                 | 狼に口笛を     | 《將偶然當作藉口》 （）            |
| 34     | 5月27日  | 成員不為人知的一面大驗證！ （メンバーの知られざる一面を大検証!）                  | 北陽               | 狼に口笛を     | 《將偶然當作藉口》 （）            |
| 35     | 6月3日   | 若月、岩瀨的生日祭典／突擊服裝檢查 （若月・岩瀬の生誕祭/抜き打ちファッションチェック）          | －                 | 狼に口笛を     | 《將偶然當作藉口》 （）            |
| 36     | 6月10日  | 挑戰綜藝節目的標準遊戲！ （バラエティ番組の定番ゲームに挑戦!）                    | 天野博之           | 狼に口笛を     | 《將偶然當作藉口》 （）            |
| 37     | 6月17日  | 第3張單曲的選拔成員公布！ （サードシングルの選抜メンバー発表!）                   | －                 | 狼に口笛を     | 《將偶然當作藉口》 （）            |
| 38     | 6月24日  | 「尖銳占卜」&「為生駒添衣裳」豪華同時上映！ （「激辛占い」&「生駒の服を買おう」の豪華2本立て!） | －                 | 狼に口笛を     | 《將偶然當作藉口》 （）            |
| 39     | 7月1日   | 難應付的3人用親手做的菜招待日村！ （日村が苦手な3人が手料理でおもてなし!!）           | －                 | 狼に口笛を     | 《衝吧！Bicycle》                  |
| 40     | 7月8日   | 搶先夏日！乃木坂怪談 （夏を先取り!乃木坂怪談）                        | 島田秀平           | 狼に口笛を     | 《衝吧！Bicycle》                  |
| 41     | 7月15日  | 日村自己掏腰包購物Part 2！ （日村の自腹ショッピングパート2!）                  | －                 | 狼に口笛を     | 《衝吧！Bicycle》                  |
| 42     | 7月22日  | 為了第3張單曲發行，舉辦第一次集訓！ （3rdシングル発売に向け、初の合宿を実施!）         | TKO                | 狼に口笛を     | 《衝吧！Bicycle》                  |
| 43     | 7月29日  | 入營集訓第2章！佳作&令人昏過頭的料理 （キャンプ合宿第2章！絶品&悶絶料理！）        | TKO                | 狼に口笛を     | 《衝吧！Bicycle》                  |
| 44     | 8月5日   | 第一次入營集訓、最終章 （初めてのキャンプ合宿・最終章）                      | TKO                | 狼に口笛を     | 《衝吧！Bicycle》                  |
| 45     | 8月12日  | 走在農村小路！自行車新歌運動 （あぜ道を走る！自転車新曲キャンペーン）                | －                 | 狼に口笛を     | 《衝吧！Bicycle》                  |
| 46     | 8月19日  | 為了出演1000個媒體行走全國！ （1000メディア出演を目指し全国行脚！）                | －                 | 人為什麼奔跑？ | 《衝吧！Bicycle》                  |
| 47     | 8月26日  | （秘）滿載笑料！8月大生日祭典特別篇 （（秘）エピソード満載！8月の大生誕祭SP）         | －                 | 人為什麼奔跑？ | 《衝吧！Bicycle》                  |
| 48     | 9月2日   | 奇怪比賽新奇答案不斷出現！乃木坂大運動會！ （珍プレー珍解答続出！乃木坂大運動会！）  | DRUNK DRAGON       | 人為什麼奔跑？ | 《衝吧！Bicycle》                  |
| 49     | 9月9日   | 秋天大運動會Part 2 比拼白熱化的眼淚眼淚 （秋の大運動会パート2 白熱競技で涙涙涙）     | DRUNK DRAGON       | 人為什麼奔跑？ | 《衝吧！Bicycle》                  |
| 50     | 9月16日  | 秋天大運動會最終章！ （秋の大運動会最終章！）                        | DRUNK DRAGON       | 人為什麼奔跑？ | 《衝吧！Bicycle》                  |
| 51     | 9月23日  | 第一次音樂劇充滿眼淚的後台花絮大公開 （初めてのミュージカル涙の舞台裏大公開）        | －                 | 人為什麼奔跑？ | 《衝吧！Bicycle》 （成年成員版本） |
| 52     | 9月30日  | 1年前甄選會最後審査的珍藏影片！ （1年前の最終オーディション秘蔵映像！）             | －                 | 人為什麼奔跑？ | 《衝吧！Bicycle》                  |
| 53     | 10月7日  | 第4張單曲的選拔成員公布！ （4thシングルの選抜メンバー発表！）                   | －                 | 人為什麼奔跑？ | 《衝吧！Bicycle》                  |
| 54     | 10月14日 | 徹底分析秋元真夏&提升團結度遊戲 （秋元真夏を徹底解剖&団結力UPゲーム）             | －                 | 人為什麼奔跑？ | 《眼淚仍然悲傷的時候》 （涙がまだ悲しみだった頃）        |
| 55     | 10月21日 | 新成員秋元真夏的第一個試練！認真15輪對決！ （新メンバー秋元真夏に初の試練！真剣15番勝負!!）  | －                 | 人為什麼奔跑？ | 《衝吧！Bicycle》                  |
| 56     | 10月28日 | 乃木坂46萬聖節派對！10月生日祭典 （乃木坂46ハロウィンパーティー！10月生誕祭）            | －                 | 人為什麼奔跑？ | 《衝吧！Bicycle》                  |
| 57     | 11月4日  | 遊覽東京的觀光勝地！解謎之旅！ （東京の観光名所を巡る！謎解きツアー！）              | －                 | 人為什麼奔跑？ | 《衝吧！Bicycle》                  |
| 58     | 11月11日 | 秋天郊游！東京解謎之旅下半場！ （秋の遠足！東京謎解きツアー後半戦！！）              | －                 | 人為什麼奔跑？ | 《衝吧！Bicycle》                  |
| 59     | 11月18日 | 乃木坂照片展覽！ （乃木坂写真展！）                            | －                 | 人為什麼奔跑？ | 《春天的旋律》 （春のメロディー）                |
| 60     | 11月25日 | 笑容，然後眼淚 岩瀨佑美子的畢業禮 （笑顔、そして涙の岩瀬佑美子卒業式）           | －                 | 人為什麼奔跑？ | 《衝吧！Bicycle》                  |
| 61     | 12月2日  | 12月出生成員的生日祭典！ （12月生まれメンバーの生誕祭！）                    | －                 | 人為什麼奔跑？ | 《指望遠鏡》                       |
| 62     | 12月9日  | 乃木坂第4張單曲運動！第一撃 （乃木坂4thシングルキャンペーン！第一弾）                 | －                 | 人為什麼奔跑？ | 《制服模特兒》                     |
| 63     | 12月16日 | 第4張單曲《制服模特兒》熱賣祈福 下半場 （4thシングル「制服のマネキン」ヒット祈願・後半戦）      | －                 | 人為什麼奔跑？ | 《制服模特兒》                     |
| 64     | 12月23日 | 乃木坂46聖誕老人到小孩子家裏驚喜探訪！ （乃木坂46サンタが子供達のもとへサプライズ訪問！）      | －                 | 指望遠鏡       | 《制服模特兒》                     |

| 2013年 | 2013年   | 2013年                                                                                  | 2013年                         | 2013年   | 2013年         |
| 集     | 播映日期 | 内容                                                                                    | 嘉賓                           | 片頭曲   | 片尾曲         |
| ------ | -------- | --------------------------------------------------------------------------------------- | ------------------------------ | -------- | -------------- |
| 65     | 1月6日   | 第5張單曲 選拔成員突然公布！ （5thシングル サプライズ選抜発表！）                                                       | －                             | 指望遠鏡 | 《制服模特兒》 |
| 66     | 1月13日  | 從工作到私人生活 為乃木坂46成員的2013年占卜吧！ （仕事からプライベートまで乃木坂46メンバーの2013年を占う！）                                    | 濱口善幸                       | 指望遠鏡 | 《制服模特兒》 |
| 67     | 1月20日  | 今年迎來成年禮的白石、松村、橋本、衛藤4人投身大人的世界， 將所有地點都體驗一次吧！ （） | TIM                            | 指望遠鏡 | 《制服模特兒》 |
| 68     | 1月27日  | 1月出生成員的生日祭典！ （1月生まれメンバーの生誕祭！）                                                            | －                             | 指望遠鏡 | 《制服模特兒》 |
| 69     | 2月3日   | 關東出身組對地方出身組的燒肉爭奪戰！ （関東出身チームVS地方出身チーム焼肉争奪ガチバトル！）                                               | －                             | 指望遠鏡 | 《制服模特兒》 |
| 70     | 2月10日  | 由乃木坂46成員送上神聖的情人節 （乃木坂46メンバーがお届けする聖バレンタイン！）                                                     | －                             | 指望遠鏡 | 《制服模特兒》 |
| 71     | 2月17日  | 2月出生成員的生日祭典！ （2月生まれメンバーの生誕祭！）                                                            | －                             | 指望遠鏡 | 《你就是希望》 |
| 72     | 2月24日  | 第2期生對策講座 （2期生対策講座）                                                                    | 金太郎。                       | 指望遠鏡 | 《你就是希望》 |
| 73     | 3月3日   | 第5張單曲熱賣祈福！由哪個人去跳傘大討論會 （5thシングルヒット祈願！スカイダイビングを誰がやるか大討論会）                                          | －                             | 指望遠鏡 | 《你就是希望》 |
| 74     | 3月10日  | 第5張單曲宣傳！ （5thシングルキャンペーン！）                                                                    | 濱口優（好孩子）               | 指望遠鏡 | 《你就是希望》 |
| 75     | 3月17日  | 乃木坂46成員秘密潛入高中的畢業典禮！ （乃木坂４６メンバーが高校の卒業式に極秘潜入！！）                                               | －                             | 指望遠鏡 | 《你就是希望》 |
| 76     | 3月24日  | 深川、川後的生日祭典和自拍比賽同時上演！ （深川、川後の生誕祭＆自撮り選手権の２本立て！）                                           | －                             | 指望遠鏡 | 《你就是希望》 |
| 77     | 3月31日  | 揭穿乃木坂46的謊言！ （乃木坂４６のウソを大暴露！）                                                               | －                             | 指望遠鏡 | 《你就是希望》 |
| 78     | 4月7日   | 乃木坂46變身書法女孩!? （乃木坂46が書道ガールズに！？）                                                             | -                              | 乾脆一點 | 彈額頭         |
| 79     | 4月14日  | 乃木坂46是吉祥物製作人!? （乃木坂46メンバーがキャラクタープロデュース！？）                                                           | -                              | 乾脆一點 | 《你就是希望》 |
| 80     | 4月21日  | 第6張單曲選拔發表!! （6th選抜発表！！）                                                                | -                              | 乾脆一點 | 《你就是希望》 |
| 81     | 4月28日  | 乃木坂春之時裝秀! &生誕祭 同時上演！ （乃木坂春のコレクション！＆生誕祭の2本立て！）                                               | -                              | 乾脆一點 | 《你就是希望》 |
| 82     | 5月5日   | 「自卑情意結小測驗」開幕! （「コンプレックスクイズ」開幕！）                                                          | -                              | 乾脆一點 | 《你就是希望》 |
| 83     | 5月12日  | 乃木坂46明星講座開講! （乃木坂46スター講座開講！）                                                              | -                              | 乾脆一點 | 《你就是希望》 |
| 84     | 5月19日  | 乃木坂46二期生初登場! （乃木坂46の二期生が番組初登場！）                                                              | -                              | 乾脆一點 | 《你就是希望》 |
| 85     | 5月26日  | 乃木坂成員網誌徹底檢查! （乃木坂メンバーのブログを徹底チェック！）                                                            | 有野晋哉（好孩子）             | 乾脆一點 | 《你就是希望》 |
| 86     | 6月2日   | 互相認識好好相處吧! 二期生意識調査! （お互いを知って仲良くなろう！二期生意識調査）                                                | -                              | 乾脆一點 | 《你就是希望》 |
| 87     | 6月9日   | 六月新娘特別企劃、乃木坂46「新娘審定」 （ジューン・ブライド特別企画、乃木坂46「花嫁検定」）                                             | 井垣利英、田中謙次、島田ゆかり | 乾脆一點 | 女生规则       |
| 88     | 6月16日  | 乃木坂46! 偶像突擊檢驗 （乃木坂46！アイドル抜き打ちチェック）                                                             | -                              | 乾脆一點 | 女生规则       |
| 89     | 6月23日  | 解答孩子的煩惱 乃木坂小孩面談室! （子供たちの悩みに答えよう乃木坂こども相談室！）                                                   | -                              | 乾脆一點 | 女生规则       |
| 90     | 6月30日  | 慣例的單曲宣傳活動! （恒例のシングルキャンペーン！）                                                                | -                              | 女生规则 | 女生规则       |
| 91     | 7月7日   | 第6張單曲宣傳活動! （6thシングルキャンペーン！）                                                                 | 坪倉由幸・谷田部俊（我家）     | 女生规则 | 女生规则       |
| 92     | 7月14日  | 乃木坂成員攝影棚全部集合! （乃木坂メンバーがスタジオに全員集合！）                                                          | 野呂佳代                       | 女生规则 | 女生规则       |
| 93     | 7月21日  | 「大家族團體偶像的各種各樣」延長戰! （「大所帯アイドルあるある」延長戦！）                                                | 野呂佳代                       | 女生规则 | 女生规则       |
| 94     | 7月28日  | 大爆乃木坂46的真面目!! （乃木坂46の素を大暴露！！）                                                             | -                              | 女生规则 | 女生规则       |
| 95     | 8月4日   | 「乃木哪裡」仲夏恆例活動、恐～怖故事大會! （「乃木どこ」真夏の恒例イベント、怖～い話大会！）                                          | -                              | 女生规则 | 女生规则       |
| 96     | 8月11日  | 恐怖的試膽大會～!! （恐怖の肝試しへ！！）                                                                 | 狩野英孝                       | 女生规则 | 女生规则       |
| 97     | 8月18日  | 壓力自我介紹! （プレッシャー自己紹介！）                                                                      | 出川哲朗                       | 女生规则 | 女生规则       |
| 98     | 8月25日  | 「表現出對家鄉的愛吧」 （「地元愛を出していこう」）                                                             | -                              | 女生规则 | 女生规则       |
| 99     | 9月1日   | 「表現出對家鄉的愛吧」延長戰! （「地元愛を出して行こう」延長戦！）                                                      | -                              | 女生规则 | 女生规则       |
| 100    | 9月8日   | 乃木坂阿飛頭目決定戰! （乃木坂番長王決定戦！）                                                              | -                              | 女生规则 | 女生规则       |
| 101    | 9月15日  | 向家族的緊急問卷調查! （家族に緊急アンケート！）                                                              | -                              | 女生规则 | 女生规则       |
| 102    | 9月22日  | 向家族的緊急問卷調查!延長戰! （家族に緊急アンケート！延長戦！）                                                       | -                              | 女生规则 | 女生规则       |
| 103    | 9月29日  | 藝術之秋!推薦那部電影吧! （芸術の秋！あの映画をオススメしよう！）                                                           | 島田秀平                       | 女生规则 | 女生规则       |
| 104    | 10月6日  | 終於第7張單曲選拔成員發表! （いよいよ7thシングル選抜メンバー発表！）                                                         | -                              | 女生规则 | 女生规则       |
| 105    | 10月13日 | 新陣型中心堀未央奈大研究! （新センターになった堀未央奈を大研究！）                                                          | SKY LOVE HURRICANE             | 女生规则 | 女生规则       |
| 106    | 10月20日 | 提高第7張單曲選拔成員的團結力吧! （7th選抜メンバーの団結力を高めよう！）                                                   | -                              | 女生规则 | 女生规则       |
| 107    | 10月27日 | 乃木坂46 萬聖節派對! （乃木坂46　ハロウィンパーティー！）                                                               | -                              | 女生规则 | 女生规则       |
| 108    | 11月3日  | 乃木坂46生態調査! （乃木坂46生態調査！）                                                                  | -                              | 女生规则 | 女生规则       |
| 109    | 11月10日 | 清倉! 乃木坂問卷調查祭!! （在庫一掃！乃木坂アンケート祭り！！）                                                           | -                              | 女生规则 | 女生规则       |
| 110    | 11月17日 | 慣例 單曲宣導活動! （恒例　シングルキャンペーン！）                                                                 | -                              | 髮夾     | 髮夾           |
| 111    | 11月24日 | 選抜成員全部瀑布坐禪熱賣祈福、更慘烈的後篇! （選抜メンバー全員による滝行ヒット祈願、さらに過酷な後編！）                                        | -                              | 髮夾     | 髮夾           |
| 112    | 12月1日  | 秋元真夏主辦 「乃木坂運動笨蛋決定戰」！ （秋元真夏プレゼンツ「乃木坂運動オンチ決定戦」！）                                            | -                              | 髮夾     | 髮夾           |
| 113    | 12月8日  | 乃木坂46大反省會! （乃木坂46大反省会！）                                                                  | -                              | 髮夾     | 髮夾           |
| 114    | 12月15日 | 乃木坂46大食女王決定戰! （乃木坂46大食い女王決定戦！）                                                            | -                              | 髮夾     | 髮夾           |
| 115    | 12月22日 | 妄想點播開催! （妄想クリスマスを開催！）                                                                      |                                |          | 髮夾           |

| 2014年 | 2014年   | 2014年                                                 | 2014年          | 2014年                                | 2014年          |
| 集     | 播映日期 | 内容                                                   | 嘉賓            | 片頭曲                                | 片尾曲          |
| ------ | -------- | ------------------------------------------------------ | --------------- | ------------------------------------- | --------------- |
| 116    | 1月5日   | 新春！乃木坂秘藏特技大會！ （新春！乃木坂かくし芸大会！）                        | －              |                                       | 髮夾            |
| 117    | 1月12日  | 秘藏特技大會的後半戰！ （かくし芸大会の後半戦！）                            | -               |                                       | 髮夾            |
| 118    | 1月19日  | 乃木坂46成員新年初夢大發表。 （乃木坂46メンバーの初夢を大発表。）                      | 亞門虹彦        | 髮夾                                  |                 |
| 119    | 1月26日  | 萬眾期望的第8張單曲選拔發表！ （待望の8thシングル選抜メンバー発表！）                     | －              | 髮夾                                  |                 |
| 120    | 2月2日   | 第8張單曲選拔成員各列各自的女子會！ (8th選抜メンバーがフォーメーションの列ごとに分かれ、女子会！)                 | －              | 髮夾                                  | 髮夾            |
| 121    | 2月9日   | 舉行成員們的情人節聚會！ (メンバー同士でバレンタイン会を実施！)                            | －              | 髮夾                                  | 髮夾            |
| 122    | 2月16日  | 還會繼續的情人節派對下半場！ (まだまだ続くバレンタインパーティー後半戦！)                        | －              | 髮夾                                  | 髮夾            |
| 123    | 2月23日  | 第8張單曲宣傳活動，又是由成員來做的熱賣祈福！ (8thシングルキャンペーンは、またまたメンバーによるヒット祈願！)       | －              | 髮夾                                  | 髮夾            |
| 124    | 3月2日   | 下週、節目首次海外外境在澳門! (次週、番組初の海外ロケinマカオ！)                       | -               | 髮夾                                  | 髮夾            |
| 125    | 3月9日   | 還會繼續！「乃木坂，在哪裡？」in澳門 (まだまだ続く！「乃木坂って、どこ？」INマカオ)                | -               | 覺察已是單相思                        | 覺察已是單相思  |
| 126    | 3月16日  | 第8張單曲宣傳活動！完結篇！ (8thシングルキャンペーン！完結編！)                         | -               | 覺察已是單相思                        | 覺察已是單相思  |
| 127    | 3月23日  | 日村獎，總結算！ (日村賞、総決算！)                                    | -               | 覺察已是單相思                        | 覺察已是單相思  |
| 128    | 3月30日  | 新陣型中心·深入調查西野七瀨！ (新センター・西野七瀬を掘り下げる！)                       | -               | 覺察已是單相思                        |                 |
| 129    | 4月6日   | 乃木坂愚人節選手權！ (乃木坂エイプリルフール選手権！)                                | －              | 覺察已是單相思                        | 覺察已是單相思  |
| 130    | 4月13日  | 乃木坂法庭開庭！ (乃木坂法廷が開廷！)                                    | -               |                                       | 覺察已是單相思  |
| 131    | 4月20日  | 乃木坂法庭、這麼快就第二次開庭！ (乃木坂法廷、早くも第2回目が開廷。)                    | -               |                                       | 覺察已是單相思  |
| 132    | 4月27日  | 乃木坂46起床突襲！！ (乃木坂46が寝起きドッキリ！！)                                | 伊吉里岡田      | 覺察已是單相思                        | 覺察已是單相思  |
| 133    | 5月11日  | 第9張單曲選拔大發表！ (9thシングル選抜メンバー大発表！)                               | -               |                                       | 覺察已是單相思  |
| 134    | 5月18日  | 和松井玲奈好好交談吧！ (松井玲奈とがっつり話そう！)                              | -               | 覺察已是單相思                        | 覺察已是單相思  |
| 135    | 5月25日  | 決定乃木坂46的「眼涙女王」！ (乃木坂46「涙の女王」を決定！)                        | -               | 覺察已是單相思                        | 你就是希望      |
| 136    | 6月1日   | 生駒里奈 前往選拔總選舉之路！ (生駒里奈 選抜総選挙への道！)                       | -               |                                       | 覺察已是單相思  |
| 137    | 6月8日   | 我的女兒就拜託你了！ 強力推薦 推薦信大賽 前篇！ (ウチの娘をお願いします！ゴリ押し推薦文コンテスト 前篇！)     | -               | 覺察已是單相思                        | 覺察已是單相思  |
| 138    | 6月15日  | 我的女兒就拜託你了！ 強力推薦 推薦信大賽！後半戰 (ウチの娘をお願いします！　ゴリ推し推薦文コンテスト 後半戦)    | -               | 覺察已是單相思                        | 覺察已是單相思  |
| 139    | 6月22日  | 乃木坂老師的爆笑授課、好啦開課～！ (乃木坂先生の爆笑授業、いざ開講～！)                  | -               | 夏之Free&Easy                         | 夏之Free&Easy   |
| 140    | 6月29日  | 乃木坂頭腦王！ (乃木坂頭脳王！)                                      | -               | 夏之Free&Easy                         | 夏之Free&Easy   |
| 141    | 7月6日   | 9th單曲熱賣祈福宣傳活動！ (9thシングルヒット祈願キャンペーン！)                           | 木本武宏（TKO） | 夏之Free&Easy                         |                 |
| 142    | 7月13日  | 最強笨蛋＝決定『頭NO王』！！ (1番のおバカ＝『頭NO王』が決定！！)                        | -               |                                       | 夏天的Free&Easy |
| 143    | 7月20日  | 以一個月內完成為目標！ (1ヵ月間で目標達成を目指します！)                              | -               | 夏天的Free&Easy                       | 夏天的Free&Easy |
| 144    | 7月27日  | 我最尊敬的人訴說大會 (私の尊敬する人グランプリ！)                                | -               |                                       |                 |
| 145    | 8月3日   | 第10張單曲選拔成員公布！ (１０thシングル選抜メンバー大発表！)                            | -               |                                       |                 |
| 146    | 8月10日  | 特產冠軍大賽in巴黎 (乃木坂４６パリ珍道中！)                                  | -               | 夏天的Free&Easy                       | 夏天的Free&Easy |
| 147    | 8月17日  | 妄想無罪有理、我的夏季戀情物語 (妄想ナツコイグランプリ！)                      | -               | 夏天的Free&Easy                       | 夏天的Free&Easy |
| 148    | 8月24日  | 妄想無罪有理、我的夏季戀情物語後半戰 (まだまだ続く！私の夏恋グランプリ！！)                | -               |                                       | 夏天的Free&Easy |
| 149    | 8月31日  | 一個月內成功！暑假作業成果發表 (今年の夏の集大成！夏休みの課題大発表会！)                      | -               | 夏天的Free&Easy                       | 夏天的Free&Easy |
| 150    | 9月7日   | 一個月內成功！暑假作業成果發表 後半戰 (まだまだ続く、夏休みの課題大発表会！)               | -               | 夏天的Free&Easy                       | 夏天的Free&Easy |
| 151    | 9月14日  | 一個月內成功！暑假作業成果發表 延長戰 (1ヵ月あればコレが出来ます！夏休みの課題大発表会延長戦！)               | -               |                                       | 夏天的Free&Easy |
| 152    | 9月21日  | 乃木坂46繪畫王決定戰 (乃木坂「画」王決定)                                | -               | 第幾次的藍天？                        | 第幾次的藍天？  |
| 153    | 9月28日  | 第10單曲大賣祈願活動！ (10thシングルヒット祈願キャンペーン！)                              | -               |                                       | 第幾次的藍天？  |
| 154    | 10月5日  | 第10單曲大賣祈願活動！後篇 (10thシングルヒット祈願キャンペーン！後篇)                          | -               |                                       | 第幾次的藍天？  |
| 155    | 10月12日 | 第幾次藍天照相對決! (何度も青空撮ってこい対決!)                                 | -               | Overture（BOOM BOOM SATELLITES ver.） | 第幾次的藍天？  |
| 156    | 10月19日 | 乃木坂POP女王決定戰!! (乃木坂POP女王決定戦!!)                               | -               |                                       | 第幾次的藍天？  |
| 157    | 10月26日 | 萬聖節2014 最佳組合決定戰!! (ハロウィン2014 ベストコンビ決定戦!!)                         | -               | 第幾次的藍天？                        | 第幾次的藍天？  |
| 158    | 11月2日  | 這些當然知道! 電視演藝界常識Quiz! (知ってて当然! テレビ芸能常識クイズ!)                   | -               |                                       | 第幾次的藍天？  |
| 159    | 11月9日  | 打敗Quiz王! 絕對有利認真Quiz對決 (倒せ!クイズ王 絶対有利ガチンコクイズ対決)                    | 古川洋平        | 第幾次的藍天？                        | 當鐘聲響起!     |
| 160    | 11月16日 | 打敗Quiz王! 絕對有利認真Quiz對決 後半戰 (倒せ!クイズ王 絶対有利ガチンコクイズ対決 後半戦)             | 古川洋平        | 第幾次的藍天？                        | 當鐘聲響起!     |
| 161    | 11月23日 | 其實她這個人是這樣的! 乃木坂觀察眼大獎 (実はあの人○○なんです! 乃木坂観察眼グランプリ)              | -               | 第幾次的藍天？                        | 第幾次的藍天？  |
| 162    | 11月30日 | 其實她這個人是這樣的! 乃木坂觀察眼大獎 後半戰 (実はあの人○○なんです! 乃木坂観察眼グランプリ 後半戦)       | -               |                                       | 第幾次的藍天？  |
| 163    | 12月7日  | 成員的休息日貼身拍攝 (メンバーの休日密着)                                | -               |                                       | 第幾次的藍天？  |
| 164    | 12月14日 | 成員的休息日貼身拍攝 後半戰 松井玲奈 忘記的暑假作業 () | 桂大和          |                                       | 第幾次的藍天？  |
| 165    | 12月21日 | 妄想一下有什麼不好 這就是我的聖誕節2014 (妄想したっていいじゃない コレが私のクリスマス2014)             | -               |                                       | 第幾次的藍天？  |

| 2015年 | 2015年   | 2015年                                                       | 2015年 | 2015年         | 2015年         |
| 集     | 播映日期 | 内容                                                         | 嘉賓   | 片頭曲         | 片尾曲         |
| ------ | -------- | ------------------------------------------------------------ | ------ | -------------- | -------------- |
| 166    | 1月4日   | 第一張專輯發行紀念 乃木坂46表面年表·內部年表 ()              | -      |                |                |
| 167    | 1月11日  | 第一張專輯發行紀念 乃木坂46表面年表·內部年表 後篇 (1stアルバム発売記念 乃木坂46オモテ年表·ウラ年表 後篇)         | -      |                |                |
| 168    | 1月18日  | 第11張單曲選拔成員發表 (11枚目シングル選抜メンバー大発表!)                                    | -      |                |                |
| 169    | 1月25日  | 祝!成人成員 大人飲食之旅 (祝!成人メンバー 大人グルメツアー)                                  | -      | 第幾次的藍天？ |                |
| 170    | 2月1日   | 難得的冬日向白雪進發 乃木坂滑雪合宿 (せっかく冬なんだから白銀へ 乃木坂46スキー合宿)                       | Viking |                |                |
| 171    | 2月8日   | 難得的冬日向白雪進發 乃木坂滑雪合宿 後半戰 (せっかく冬なんだから白銀へ 乃木坂46スキー合宿 後半戦)                | Viking |                | 第幾次的藍天？ |
| 172    | 2月15日  | 要送巧克力的話會送給哪個成員呢!? 乃木坂46 情人節2015 (チョコを渡すとしたら どのメンバー!? 乃木坂46 バレンタイン2015)      | -      |                | 第幾次的藍天？ |
| 173    | 2月22日  | 要送巧克力的話會送給哪個成員呢!? 乃木坂46 情人節2015 後篇 (チョコを渡すとしたら どのメンバー!? 乃木坂46 バレンタイン2015 後篇) | -      |                | 第幾次的藍天？ |
| 174    | 3月1日   | 為什麼那段被剪了？乃木哪裡徹底驗證 (何でカットになっちゃったの? 「乃木どこ」徹底検証)                        | -      |                | 生命如此美好   |
| 175    | 3月8日   | 為什麼那段被剪了？乃木哪裡徹底驗證 後篇 (何でカットになっちゃったの? 「乃木どこ」徹底検証 後篇)                   | -      |                | 生命如此美好   |
| 176    | 3月15日  | 第11張單曲大賣祈願活動！ (11thシングルヒット祈願キャンペーン!)                                  | -      |                | 生命如此美好   |
| 177    | 3月22日  | 私下貼身拍攝關係親密的兩人第二彈 乃木坂46的休息日 (仲良し同士のプライベートに密着 第二彈 乃木坂46の休日)         | -      |                |                |
| 178    | 3月29日  | 私下貼身拍攝關係親密的兩人第二彈 乃木坂46的休息日 後篇 (仲良し同士のプライベートに密着 第二彈 乃木坂46の休日 後篇)    | -      |                |                |
| 179    | 4月5日   | 再見「乃木坂在哪裡？」 (さよなら「乃木坂って、どこ?」)                                    | -      |                |                |
| 180    | 4月12日  | 想再看一次的片段! 乃木哪裡回憶錄 (もう一度観たい! 乃木どこセレクト)                          | -      |                |                |

## 播出
| 電視台與播出時間 | 電視台與播出時間 | 電視台與播出時間 | 電視台與播出時間                | 電視台與播出時間             |
| 播放區域         | 電視台           | 系列             | 播放時間                        | 播放日期                     |
| ---------------- | ---------------- | ---------------- | ------------------------------- | ---------------------------- |
| 愛知縣           | 愛知電視台       | 東京電視台系列   | 星期一 00:00~00:30(星期日深夜)  | 2011年10月13日-2015年4月13日 |
| 北海道           | 北海道電視台     | 東京電視台系列   | 星期一 00:00~00:30(星期日深夜)  | 2011年10月13日-2015年4月13日 |
| 關東地方         | 東京電視台       | 東京電視台系列   | 星期一 00:00~00:30(星期日深夜)  | 2011年10月13日-2015年4月13日 |
| 大阪府           | 大阪電視台       | 東京電視台系列   | 星期一 00:00~00:30(星期日深夜)  | 2011年10月13日-2015年4月13日 |
| 岡山縣、香川縣   | 瀨戶內電視台     | 東京電視台系列   | 星期一 00:00~00:30(星期日深夜)  | 2011年10月13日-2015年4月13日 |
| 福岡縣           | TVQ九州放送      | 東京電視台系列   | 星期一 00:00~00:30(星期日深夜)  | 2011年10月13日-2015年4月13日 |
| 廣島縣           | 廣島HOME電視台   | 朝日電視台系列   | 星期六 01:25~01:55(星期五深夜)  | 2012年5月19日-中途停播       |
| 秋田縣           | 秋田放送         | 日本電視台系列   | 星期四 01:23~01:53(星期三深夜)  | 2012年7月19日-2015年4月13日  |
| 福島縣           | 福島電視台       | 富士電視台系列   | 星期四 01:10~01:40(星期三深夜)  | 2012年10月4日-中途停播       |
| 熊本縣           | 熊本電視台       | 富士電視台系列   | 星期三 02:00~02:30(星期二深夜)  | 2013年9月4日-2015年4月13日   |
| 長野縣           | 信越放送         | TBS系列          | 星期日 02:15~02:45(星期六深夜)  | 2012年10月7日-2015年5月17日  |
| 大分縣           | 大分放送         | TBS系列          | 星期一 00:50~01:20(星期日深夜)  | 2012年11月5日-中途停播       |
| 和歌山縣         | 和歌山電視台     | 獨立廣播台       | 星期日 02:10~02:40(星期六深夜)  | 2012年10月21日-2015年4月13日 |
| 滋賀縣           | 琵琶湖放送       | 獨立廣播台       | 星期五 01:30~02:00 (星期四深夜) | 2013年5月10日-2013年4月13日  |

## 相關商品

### 乃木坂在哪裡？DVD
|            | 發售日期       | 編號       | 版本名稱                  | 收入集數                    | 主要評論成員           | 次要評論成員                     |
| N46Div發行 | N46Div發行     | N46Div發行 | N46Div發行                | N46Div發行                  | N46Div發行             | N46Div發行                       |
| ---------- | -------------- | ---------- | ------------------------- | --------------------------- | ---------------------- | -------------------------------- |
| 1          | 2015年3月25日  | SRBW-20    | 白石麻衣的『推在哪裡?』   | #67、#69、#110、#130、#162  | 白石麻衣、深川麻衣     | 井上小百合、衛藤美彩、川後陽菜   |
| ２         | 2015年3月25日  | SRBW-21    | 秋元真夏的『推在哪裡?』   | #73、#74、#112、#130、#132  | 秋元真夏、櫻井玲香     | 齋藤飛鳥、中田花奈、永島聖羅     |
| 3          | 2015年3月25日  | SRBW-22    | 生田繪梨花的『推在哪裡?』 | #12、#26、#28、#124、#154   | 生田繪梨花、松村沙友理 | 秋元真夏、齋藤千春、能條愛未     |
| ４         | 2015年3月25日  | SRBW-23    | 生駒里奈的『推在哪裡?』   | #11、#38、#43、#86、#136    | 生駒里奈、櫻井玲香     | 川村真洋、中元日芽香、永島聖羅   |
| 5          | 2015年3月25日  | SRBW-24    | 高山一實的『推在哪裡?』   | #8、#27、#44、#96、#115     | 高山一實、能條愛未     | 伊藤卡琳、川後陽菜、中田花奈     |
| 6          | 2015年3月25日  | SRBW-25    | 西野七瀨的『推在哪裡?』   | #79、#100、#120、#126、#128 | 西野七瀨、秋元真夏     | 北野日奈子、齋藤優里、中元日芽香 |
| 7          | 2015年3月25日  | SRBW-26    | 星野南的『推在哪裡?』     | #71、#85、#129、#139、#153  | 星野南、堀未央奈       | 橋本奈奈未、深川麻衣、松村沙友理 |
| 8          | 2015年9月30日  | SRBW-33    | 櫻井玲香的『推在哪裡?』   | #41、#87、#90、#91、#155    | 櫻井玲香、高山一實     | 井上小百合、川後陽菜、中元日芽香 |
| 9          | 2015年9月30日  | SRBW-34    | 橋本奈奈未的『推在哪裡?』 | #66、#89、#97、#102、#142   | 橋本奈奈未、生田繪梨花 | 齋藤千春、齋藤優里、中田花奈     |
| 10         | 2015年9月30日  | SRBW-35    | 堀未央奈的『推在哪裡?』   | #84、#108、#135、#149、#158 | 堀未央奈、伊藤卡琳     | 伊藤純奈、新内眞衣、寺田蘭世     |
| 11         | 2015年9月30日  | SRBW-36    | 若月佑美的『推在哪裡?』   | #4、#35、#103、#127、#152   | 若月佑美、秋元真夏     | 衛藤美彩、北野日奈子、能條愛未   |
| 12         | 2016年12月21日 | SRBW-37    | 松村沙友理的『推在哪裡?』 | #33、#47、#59、#114、#123   | 松村沙友理、生田繪梨花 | 秋元真夏、井上小百合、伊藤萬理華 |
| 13         | 2016年12月21日 | SRBW-38    | 深川麻衣的『推在哪裡?』   | #42、#81、#122、#141、#156  | 深川麻衣、高山一實     | 伊藤卡琳、堀未央奈、川後陽菜     |
| 14         | 2016年12月21日 | SRBW-39    | 衛藤美彩的『推在哪裡?』   | #99、#101、#105、#117、#146 | 衛藤美彩、深川麻衣     | 生駒里奈、齋藤優里、中元日芽香   |

## 外部連結
- 乃木坂46官方網站 （页面存档备份，存于）（日語）
  - 集數列表 （页面存档备份，存于）（日語）
- 愛知電視台 （页面存档备份，存于）（日語）
- natalie專題介紹 （页面存档备份，存于）（日語）

| 愛知電視台東京電視網星期一00:00~00:30(星期日深夜) | 愛知電視台東京電視網星期一00:00~00:30(星期日深夜) | 愛知電視台東京電視網星期一00:00~00:30(星期日深夜) |
| ------------------------------------------------- | ------------------------------------------------- | ------------------------------------------------- |
|                                                   | - 乃木坂在哪裡? - 2011年10月13日-2015年4月13日    |                                                   |
| SHOWBIZ COUNTDOWN (2001年4月2日-2011年9月26日)    | 乃木坂工事中 (2015年4月20日-)                     |                                                   |